# الجدول حول تفجير أوشفيتز

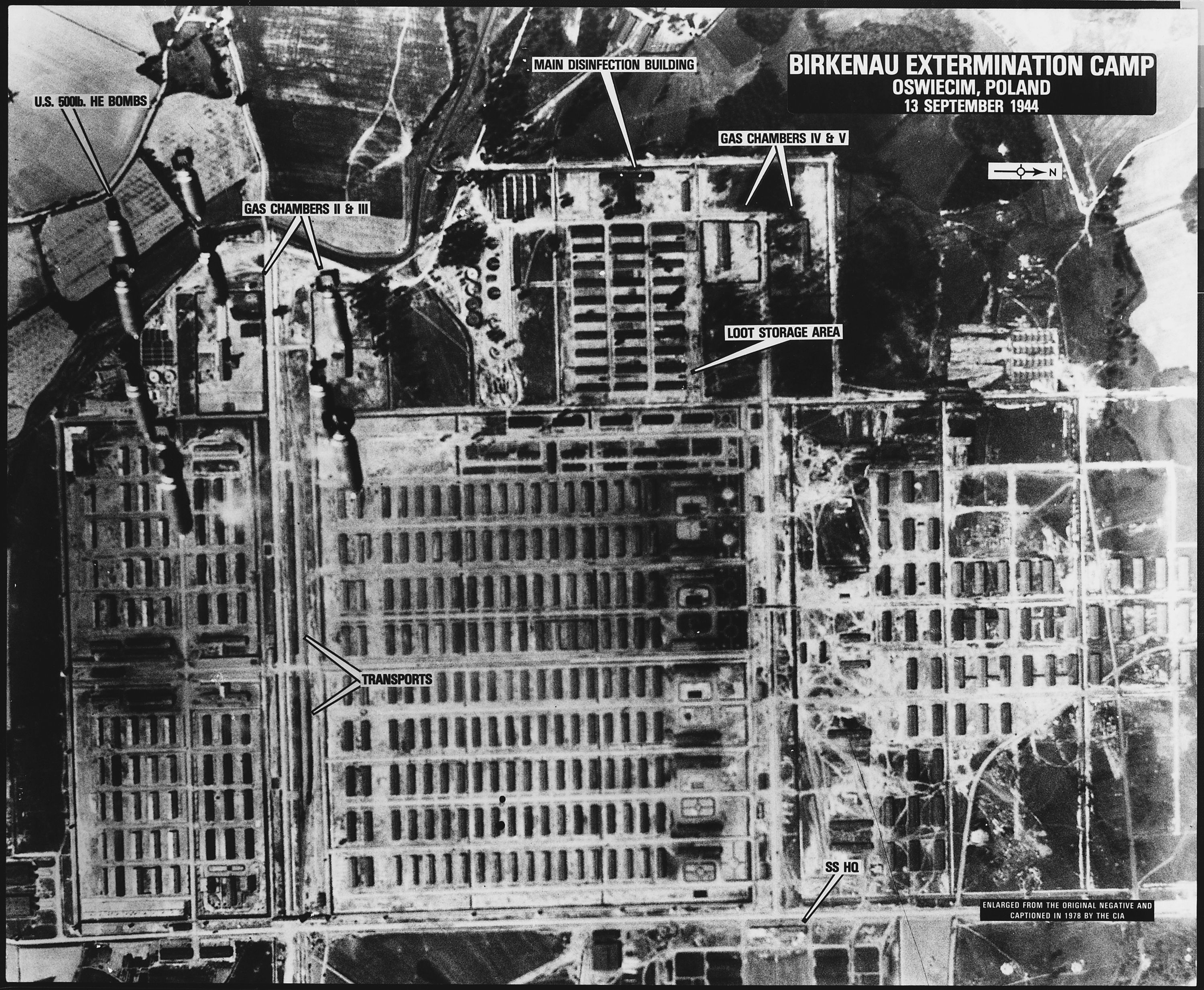
واحدة من سلسلة من صور الاستطلاع الجوي لمعسكر اعتقال أوشفيتز التي تم التقاطها في الفترة ما بين 4 أبريل 1944 و14 يناير 1945، ولكن لم يتم فحصها حتى السبعينيات.

لا يزال المؤرخون يبحثون عن سبب عدم تعرض معسكر اعتقال أوشفيتز للقصف من قبل الحلفاء خلال الحرب العالمية الثانية.

## خلفية

### الهولوكوست: ما عرفه الحلفاء

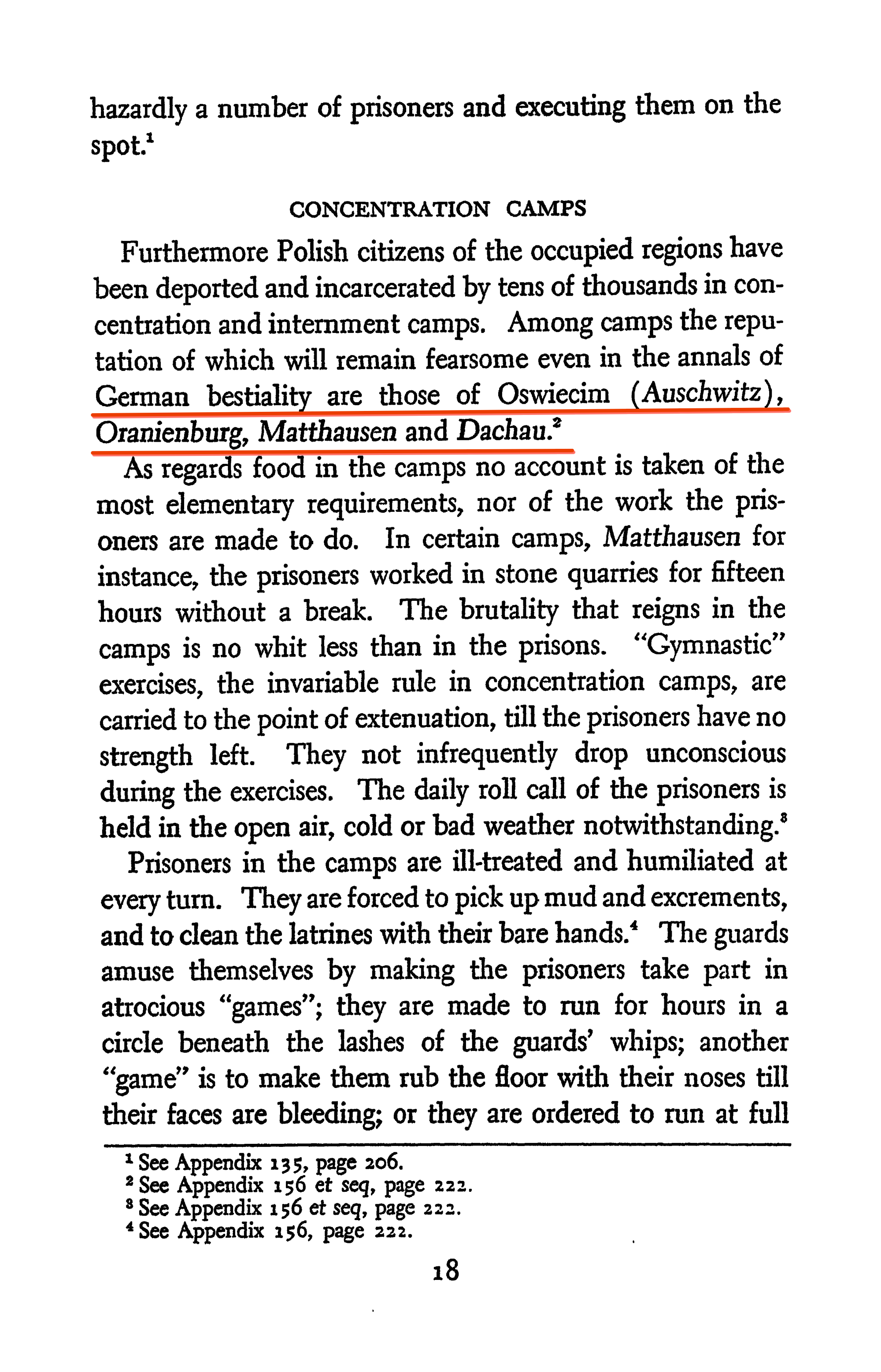
معسكرات الاعتقال الألمانية: أوشفيتز، أورانينبورغ، ماوتهاوزن وداكاو في " الكتاب الأبيض البولندي  [لغات أخرى]‏ "، نيويورك (1941).
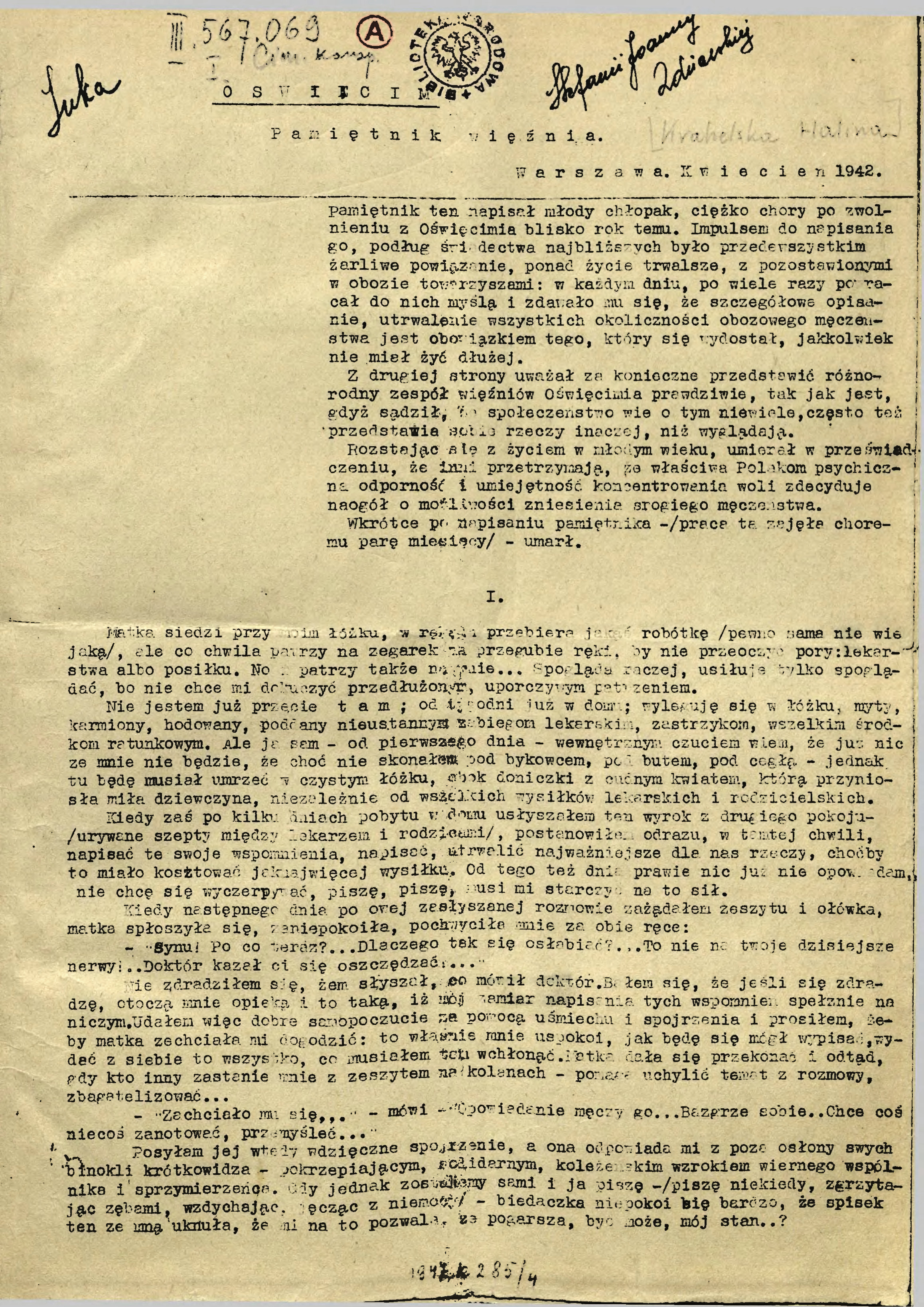
تقرير هالينا كرايلسكا  [لغات أخرى]‏ من أوشفيتز أوشفيتز، pamiętnik więźnia ("أوشفيتز: يوميات سجين") ، 1942.
- " الإبادة الجماعية لليهود في بولندا المحتلة بألمانيا  [لغات أخرى]‏ "، ورقة صادرة عن الحكومة البولندية في المنفى الموجهة إلى الأمم المتحدة، 1942

 أبلغت الحكومة البولندية في المنفى في لندن عن وقوع جرائم في مجمع أوشفيتز للجمهور الغربي في عام 1941. نُشرت معلومات حول التعذيب داخل هذا المعسكر في العام نفسه في نيويورك في تقرير حكومي من بولندا المحتلة بعنوان الكتاب الأبيض البولندي  ولوحظ أيضًا معسكر أوشفيتز في الكتاب الأسود لبولندا، وهو تقرير من 750 صفحة نُشر عام 1942. في نيويورك من قبل وزارة الإعلام التابعة للحكومة البولندية في المنفى، والتي تصف الفظائع التي ارتكبتها ألمانيا في بولندا المحتلة في غضون 22 شهرًا بين غزو بولندا في سبتمبر 1939، ونهاية يونيو 1941. تم طباعة كلاهما في نيويورك من قبل The Greystone Press وأبناء ج. ب. بتنام.
في عام 1942، أبلغ اللفتنانت جان كارسكي الحكومات البولندية والبريطانية والأمريكية عن الوضع في بولندا المحتلة، وخاصة تصفية حي اليهود في وارسو والإبادة المنهجية العامة للبولنديين واليهود على المستوى الوطني. لم يكن يعلم بالقتل عن طريق الغاز، كرر الاعتقاد السائد في ذلك الوقت بأن اليهود المرحلين كانوا يبادوون بالكهرباء. التقى كارسكي بالحكومة البولندية في المنفى، بما في ذلك رئيس الوزراء ووديساو سيكورسكي، وكذلك مع أعضاء الأحزاب السياسية مثل الحزب الاشتراكي والحزب الوطني وحزب العمل وحزب الشعب وحزب العمال اليهودي والحزب الصهيوني. كما تحدث إلى أنتوني إيدن، وزير الخارجية البريطاني، وتضمن بيانًا مفصلاً حول ما شاهده في وارسو وفي بيتش. في عام 1943 في لندن، قابل المؤلف والصحفي آرثر كويستلر. ثم سافر إلى الولايات المتحدة وأبلغ الرئيس فرانكلين روزفلت. كان رد فعل روزفلت على تقرير كارسكي من خلال التحقيق مازحا في انتهاكات حقوق الحيوان (على وجه التحديد، الخيول). كان تقريره مصدرا رئيسيا للمعلومات للحلفاء.
التقى كارسكي أيضًا بالعديد من القادة الحكوميين والمدنيين الآخرين في الولايات المتحدة، بما في ذلك فيليكس فرانكفورتر، كورديل هول، وليام جوزيف دونوفان، وستيفن وايز. قدم كارسكي تقريره إلى وسائل الإعلام، للأساقفة من مختلف الطوائف (بما في ذلك الكاردينال صموئيل ستريتش)، لأعضاء صناعة السينما في هوليوود والفنانين، ولكن دون نجاح. لم يصدقه كثيرون ممن تحدث إليهم، أو حكموا على أن شهادته مبالغ فيها كثيرًا أو اعتبروها دعاية من الحكومة البولندية في المنفى.
في عام 1942، بدأ أعضاء الحكومة البولندية في المنفى احتجاجًا رسميًا على عمليات القتل المنهجي للبولنديين واليهود في بولندا المحتلة، بناءً على تقرير كارسكي. أرسل البولنديون احتجاجهم إلى الحلفاء الـ26 الذين وقعوا إعلان الأمم المتحدة في 1 يناير 1942.
رداً على ذلك، أصدرت قوات الحلفاء بيانًا رسميًا في 17 ديسمبر 1942، أدانت فيه الفظائع الألمانية المعروفة. تمت قراءة البيان في مجلس العموم البريطاني في نقاش بقيادة وزير الخارجية أنتوني إيدن، ونشر على الصفحة الأولى لصحيفة نيويورك تايمز  والعديد من الصحف الأخرى مثل التايمز. في نهاية النقاش وقف مجلس العموم لمدة دقيقة في صمت، وهو تقليد مخصص لوفاة الملك، وبالتالي علامة على أن المؤسسة البريطانية كانت متحدة في توقع الانتقام. علق عدن أن:
يتم نقل اليهود، في ظروف وحشية مروعة، إلى أوروبا الشرقية. في بولندا، التي أصبحت المسالخ النازية الرئيسية، يتم تفريغ الأحياء اليهودية التي أنشأها الغزاة الألمان بشكل منهجي من جميع اليهود باستثناء عدد قليل من العمال ذوي المهارات العالية اللازمة لصناعات الحرب. لم يتم سماع أي من الأشخاص الذين تم نقلهم بعيدًا. يتم أستنفاذ الأشخاص جسديا ببطء حتى الموت في معسكرات العمل. يُترك الشخص المصاب ليموت من الجوع أو يتم ذبحه عمداً في عمليات إعدام جماعية. يحسب عدد ضحايا هذه الوحشية الدموية في مئات الآلاف من الرجال والنساء والأطفال الأبرياء. . . . بقدر ما يتعلق الأمر بالمسؤولية، أود أن أقول بالتأكيد إنه يعتزم معاملة جميع الأشخاص الذين يمكن أن يتحملوا المسؤولية بشكل صحيح عن هذه الجرائم، سواء كانوا قادة أو الجناة الفعليين للاعتداءات، على حد سواء، وتقديمهم إلى كتاب.
في 13 ديسمبر 1942، قام كبير الحاخامات في المملكة المتحدة جوزيف هيرتز، بتعيين يوم حداد بمناسبة معاناة «عدد لا يحصى من ضحايا المذبحة الشيطانية». كتب ويليام تيمبل، رئيس أساقفة كانتربري، رسالة إلى التايمز لإدانة «.. رعب يتجاوز ما يمكن أن يدركه الخيال». وقد ذُكر ذلك في البث الإذاعي لهيئة الإذاعة البريطانية (BBC) إلى أوروبا بعدة لغات تم إعدادها في 17 ديسمبر.

## أوشفيتز: ما عرفه الحلفاء

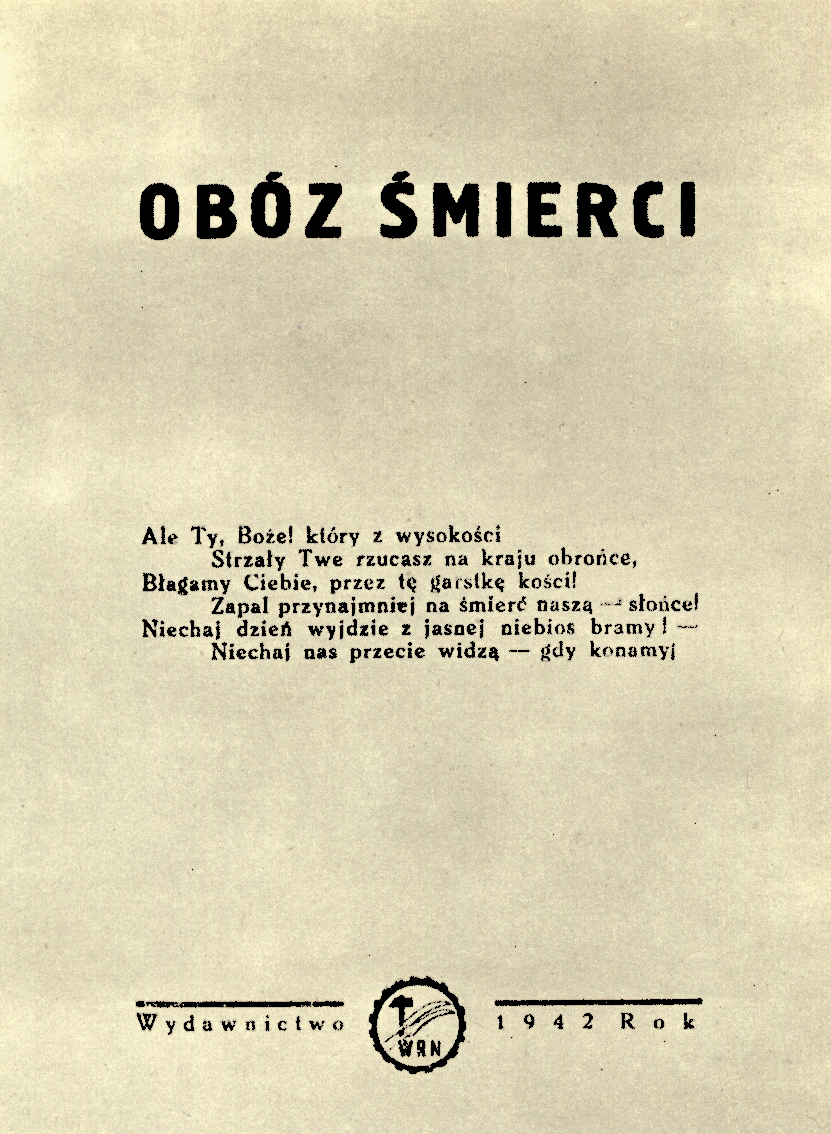
ريبورتاج تآمري حول "معسكر الموت" في أوشفيتز كتبها ناتاليا زاريمبينا في عام 1942.

من أبريل 1942 إلى فبراير 1943، اعترضت المخابرات البريطانية وفكت شفرة الرسائل الإذاعية التي بعثت بها "شرطة النظام الألمانية"، والتي تضمنت عودة السجناء اليومية وعدد القتلى في عشرة معسكرات اعتقال، بما في ذلك معسكر أوشفيتز.
تلقى مكتب الولايات المتحدة للخدمات الإستراتيجية (سلف وكالة الاستخبارات المركزية (CIA) والذي أنشئ في 1941-1942 لتنسيق أنشطة الاستخبارات والتجسس في أراضي العدو) تقارير عن أوشفيتز خلال عام 1942.

### تقارير سجناء أوشفيتز

#### التقارير البولندية السرية
في بداية عملية رينهارد، كان المصدر الرئيسي لمخابرات الحلفاء الغربيين حول وجود أوشفيتز هو تقرير فيتولد، الذي تم إرساله عبر المقاومة البولندية للحكومة البريطانية في لندن. كتبه النقيب في الجيش البولندي ويتولد بيليكي الذي أمضى ما مجموعه 945 يومًا في المعسكر - الشخص الوحيد المعروف الذي سيتطوع في سجن أوشفيتز. أحال تقريره حول المعسكر إلى مقر المقاومة البولندية في وارسو من خلال شبكة مترو الأنفاق المعروفة باسم Związek Organizacji Wojskowej التي نظمها داخل أوشفيتز. أعرب بيلكي عن أمله في أن يسقط الحلفاء أسلحة لجيش الوطن (AK) لتنظيم هجوم على المعسكر من الخارج، أو جلب قوات لواء المظليين البولندي الأول المستقل لتحريره. حدث هروب مذهل في 20 يونيو 1942، عندما قام كازيميرز بيتشووسكي (السجين رقم 918) مع ثلاثة من الأصدقاء والمتآمرين، ستانيسلاو غوستاو جاستير، جوزيف ليمبارت، جوزيف ليمبارت، جوزيف ليمبارت، يوجينيوس بينديرا. كان الهاربون يرتدون الزي العسكري المسروق كأعضاء في إس إس توتنكوبف، مسلحين بالكامل وفي سيارة تابعة لموظفي قوات الأمن الخاصة. لقد خرجوا من البوابة الرئيسية في عربة Steyr 220 مسروقة مع تقرير أول مهرب من Witold Pilecki إلى المقاومة البولندية. لم يستعيد الألمان أي منهم أبدًا. بحلول عام 1943، أدرك بيليكي أنه لا توجد خطط إنقاذ في الغرب. هرب من المخيم في ليلة 26-27 أبريل 1943.

#### تقارير اليهود الهاربين
في 7 أبريل 1944، فر سجينان يهوديان، رودولف فربا وألفريد ويتزلر، من معسكر أوشفيتز بمعلومات مفصلة عن جغرافيا المخيم وغرف الغاز والأعداد التي تُقتل. ويعتقد أن هذه المعلومات، التي سميت فيما بعد تقرير فربا وتزلر، وصلت إلى الجالية اليهودية في بودابست بحلول 27 أبريل. من المعروف أن روزويل مكليلاند، ممثل مجلس لاجئي الحرب الأمريكي في سويسرا، تلقى نسخة بحلول منتصف يونيو، وأرسلها إلى المدير التنفيذي للمجلس في 16 يونيو، وفقًا لما ذكره راؤول هيلبرج. تم بث المعلومات المستندة إلى التقرير في 15 يونيو بواسطة بي بي سي وفي 20 يونيو من قبل صحيفة نيويورك تايمز. نُشر التقرير الكامل لأول مرة في 25 نوفمبر 1944 من قبل مجلس لاجئي الحرب في الولايات المتحدة، وهو اليوم نفسه الذي قُتل فيه 13 سجينًا آخر، وجميعهم من النساء، في أوشفيتز (كانت النساء "unmittelbar getötet" - تم قتلهن على الفور - تاركينهن مفتوحًا سواء كانوا بالغاز أو قتلوا بطريقة أخرى).

### مهمة الحلفاء للاستطلاع والقصف

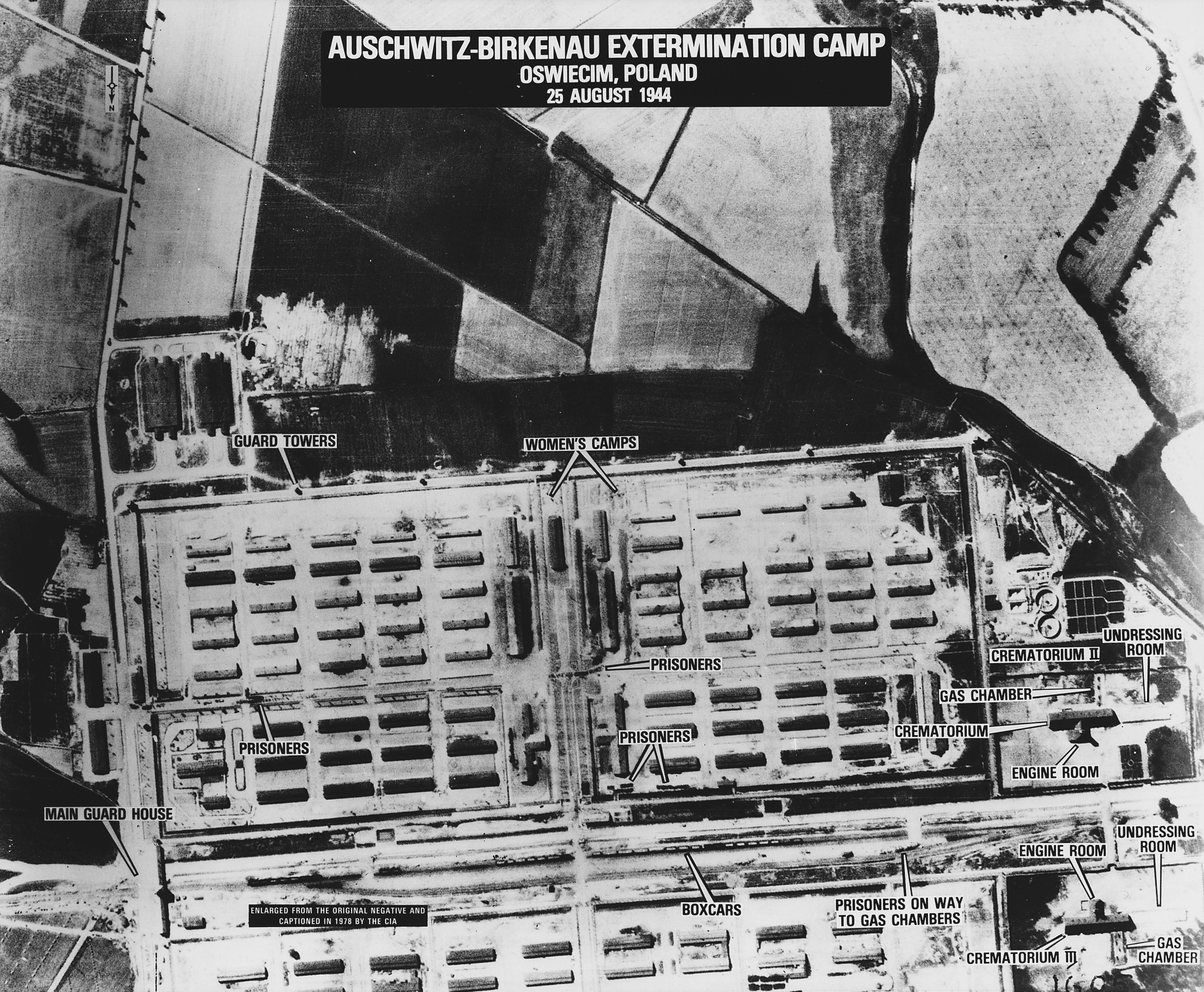
صورة لمعسكر الإبادة بيركيناو (أوشفيتز الثاني) الذي التقطته طائرة مراقبة أمريكية في 25 أغسطس 1944. Crematoria الثاني والثالث والثقوب المستخدمة لرمي السيانيد في غرف الغاز مرئية.

تم التحليق فوق أوشفيتز لأول مرة بواسطة طائرة استطلاع تابعة للحلفاء في 4 أبريل 1944، في مهمة لتصوير مصنع الزيوت الاصطناعية في معسكر العمل الجبري في مونويتز (أوشفيتز الثالث).
في 26 يونيو، حلقت 71 قاذفة ثقيلة من طراز بوينغ بي-17 في عملية قصف أخرى فوق أو بالقرب من ثلاثة خطوط للسكك الحديدية المتجهة إلى أوشفيتز.
في 7 يوليو، بعد فترة وجيزة من رفض وزارة الحرب الأمريكية لطلبات القادة اليهود بقصف خطوط السكك الحديدية المؤدية إلى المعسكرات، طارت قوة مكونة من 452 قاذفة تابعة للقوات الجوية الخامسة عشرة عبر خطوط السكك الحديدية الخمسة لترحيلهم وهم في طريقهم لقصف مصافي بليخامر النفطية مجاور.
تم تصوير مجمع أوشفيتز بطريق الخطأ عدة مرات خلال مهمات تستهدف أهداف عسكرية قريبة. ومع ذلك، لم يكن محللو الصور يعرفون شيئًا عن أوشفيتز، ولم يعلم التسلسل الهرمي السياسي والعسكري بوجود صور أوشفيتز. لهذا السبب، لم تلعب الصور أي دور في قرار قصف أوشفيتز أم لا. يعتقد خبير تفسير الصور دينو بروجوني أنه كان من الممكن للمحللين تحديد المباني المهمة في المجمع بسهولة إذا طُلب منهم البحث.

## قصف أوشفيتز: اعتبارات تقنية
جذبت قضية قصف أوشفيتز-بيركيناو انتباه الجمهور على نطاق واسع لأول مرة في مايو من عام 1978 مع نشرها في تعليق لمقال «لماذا لم يتم قصف أوشفيتز أبدًا» للمؤرخ ديفيد س. وايمان (تم دمجه لاحقًا في كتابه الأكثر مبيعًا لعام 1984 في صحيفة «نيويورك تايمز»، «التخلي عن اليهود»). منذ ذلك الحين، استكشفت العديد من الدراسات مسألة ما إذا كان الحلفاء لديهم المعرفة والقدرات التقنية اللازمة لقصف منشآت القتل في أوشفيتز-بيركيناو.
منذ أن بدأ الجدل في سبعينيات القرن الماضي، نظر عدد من الخبراء العسكريين في المشكلات التي ينطوي عليها تفجير أوشفيتز وخطوط السكك الحديدية وخلصوا إلى أنه كان من الصعب للغاية ومحفوف بالمخاطر وأن فرص تحقيق نتائج مهمة كانت ضئيلة.
في عام 2000، المجموعة المحررة «تفجير أوشفيتز»: هل يجب أن يحاول الحلفاء ذلك؟ ظهر. في المقدمة، كتب المحرر مايكل نيوفيلد: «بما أن ديفيد وايمان كان قادرًا على الظهور في البداية، فمن المستحيل الادعاء بأن أوشفيتز-بيركيناو لم يكن من الممكن قصفها. في الواقع، قام سلاح الجو الخامس عشر بإلقاء القنابل عليه بالصدفة في 13 سبتمبر 1944، عندما أصيبت ثكنات قوات الأمن الخاصة بقنابل كانت تقل عن أهدافها الصناعية المقصودة. السؤال يصبح بالأحرى أحد احتمالية إصابة المجمعات الأربعة الرئيسية لغرفة / محرقة الغاز على طول الجانب الغربي من بيركيناو، واحتمال سقوط القنابل في وفرة على ثكنات السجناء المجاورة. الدقة هي القضية المركزية...» 

## قدمت مقترحات لقصف أوشفيتز وردود الفعل
تم تقديم أول اقتراح لتفجير أوشفيتز في 16 مايو 1944 من قبل حاخام سلوفاكيا، مايكل دوف فايسماندل، وهو زعيم في منظمة سلوفاكية سرية تعرف باسم الفريق العامل للوكالة اليهودية. وفقًا للمؤرخ الإسرائيلي يهودا باور، فإن مقترح فايسماندل هو أساس المقترحات اللاحقة.  وفي الوقت نفسه تقريبًا، قام اثنان من مسؤولي الوكالة اليهودية في فلسطين بشكل منفصل بتقديم اقتراحات مماثلة. قام اسحق جرونباوم بزيارته إلى القنصل العام للولايات المتحدة في القدس، ولويل سي. بينكرتون، وقام موشيه شيرتوك بجورج هول، وكيل وزارة الخارجية البريطانية للشؤون الخارجية. ومع ذلك، تم سحق الفكرة على الفور من قبل المجلس التنفيذي للوكالة اليهودية. في 11 يونيو 1944، نظرت السلطة التنفيذية للوكالة اليهودية في الاقتراح، وكان ديفيد بن غوريون على رأسه، وعارض تحديداً قصف أوشفيتز. لخص بن غوريون نتائج المناقشة: «وجهة نظر المجلس هي أنه يجب علينا ألا نطلب من الحلفاء قصف الأماكن التي يوجد فيها يهود».

## تحليل ما بعد الحرب
جادل مايكل بيرنباوم بأنه ليس مجرد سؤال تاريخي، ولكنه «سؤال أخلاقي يرمز إلى استجابة الحلفاء لمحنة اليهود خلال الهولوكوست». لقد تساءل ديفيد وايمان: «كيف يمكن أن تكون حكومات الديمقراطيتين الغربيتين العظمتين تدرك أن هناك مكانًا يمكن أن يقتل فيه ألفان من البشر الذين لا حول لهم ولا قوة كل 30 دقيقة، عرفوا أن عمليات القتل هذه حدثت بالفعل مرارًا وتكرارًا، ومع ذلك ألم تشعر بالدوافع للبحث عن طريقة ما للقضاء على هذه الآفة من الأرض؟»  في تحليل لثلاثة طلبات قُدمت للحلفاء لقصف خطوط السكك الحديدية المؤدية إلى أوشفيتز، خلص كيفن ماهوني إلى: